# L'Invraisemblable Vérité
Pour les articles homonymes, voir Beyond a Reasonable Doubt.
Pour plus de détails, voir Fiche technique et Distribution.
L'Invraisemblable Vérité (Beyond a Reasonable Doubt) est un film américain réalisé par Fritz Lang, sorti en 1956.

## Synopsis
Un journaliste et le directeur du journal où il travaille décident de monter un « coup ». Ensemble ils fabriquent de toutes pièces des preuves destinées à faire accuser le journaliste d'un crime qui défraye la chronique. Le journaliste est arrêté, jugé et condamné à mort. Après le verdict, ils sont convenus que le directeur du journal se rende au tribunal et révèle la supercherie en dévoilant différents documents. Ils veulent faire prendre conscience à l'opinion publique qu'un homme peut très facilement se retrouver condamné à mort malgré son innocence. Malheureusement, le directeur du journal meurt accidentellement. Leur plan est bouleversé…

## Fiche technique
- Titre : L'Invraisemblable Vérité
- Titre original : Beyond a Reasonable Doubt
- Réalisation : Fritz Lang
- Scénario : Douglas Morrow
- Musique : Herschel Burke Gilbert
- Photographie : William Snyder
- Direction artistique : Carroll Clark
- Décors : Darrell Silvera
- Montage : Gene Fowler Jr.
- Production : Bert E. Friedlob
- Société de production : Bert E. Friedlob Productions
- Société de distribution : RKO Radio Pictures
- Langue : anglais
- Durée : 80 minutes
- Date de sortie :
  - États-Unis : 5 septembre 1956
- Affiche : Roger Soubie (France)

## Distribution
- Dana Andrews (VF : Jean-Claude Michel) : Tom Garrett
- Joan Fontaine : Susan Spencer
- Sidney Blackmer (VF : Jacques Berlioz) : Austin Spencer
- Arthur Franz : Bob Hale
- Philip Bourneuf : Roy Thompson
- Ed Binns : Lieutenant Kennedy
- Shepperd Strudwick : Wilson
- Robin Raymond : Terry Larue
- Barbara Nichols : Dolly Moore
- William Leicester : Charlie Miller
- Charles Evans : le gouverneur
- John George (non crédité) : vendeur de journaux

## Production du film

### Format
Le film a été tourné en format carré (1:33) mais a été exploité en format large contre la volonté de Fritz Lang. Le réalisateur avait néanmoins anticipé ce qui allait se passer et avait fait attention à ne pas placer d'éléments dans la partie du cadre qui n'apparaît pas en format large. Selon Serge Bozon, le film en format large perd sa « sécheresse anguleuse ».

## Réception critique
Lors de la sortie du DVD en 2012, Serge Bozon, critique aux Cahiers du cinéma, juge que « L'Invraisemblable Vérité est le seul film dont la beauté soit d'ordre mathématique. » Selon lui, la révélation finale est abstraite au sens où elle ne change pas les sentiments des spectateurs à l'égard du personnage principal : « La révélation ne change rien d'un point de vue humain. Et le choc est d'autant plus vertigineux qu'il est inhumain. Je n'ai jamais ressenti cela devant un autre film. »
Dans « La vérité sur l’œil », le chapitre de son essai L’Œil du prince publié aux éditions Gallimard et entièrement consacré à L’invraisemblable vérité, Thomas A. Ravier estime le film « prophétique ». Il évoque un « complexe de Garret », du nom du héros du film. Selon Ravier, Garret est avant tout « la victime d'une adhésion maladive à la technique » et partant, « l'inventeur du premier selfie ».

## Autour du film
- Peter Hyams a réalisé un remake en 2009 en reprenant le scénario de Morrow. Le titre anglais est identique mais la traduction est différente (Présumé coupable). Michael Douglas y joue le rôle du procureur et l'action se situe en Louisiane de nos jours.
- En France, le film n'a pas été un grand succès et n'a fait que 177 000 entrées[2].

## DVD
- 2012 : L'Invraisemblable vérité, Wild Side Films avec un livret de Bernard Eisenschitz